# Eudulophasia unicolor
Eudulophasia unicolor là một loài bướm đêm trong họ Geometridae.